# El viatge de Nisha
El viatge de Nisha (originalment en noruec, Hva vil folk si) és una pel·lícula dramàtica coproduïda internacionalment del 2017 dirigida i escrita per Iram Haq. Les escenes de la pel·lícula ambientades al Pakistan es van rodar a l'Índia, principalment a Rajasthan. S'ha doblat al català.
La pel·lícula es va estrenar mundialment al Festival Internacional de Cinema de Toronto el 9 de setembre de 2017. Va ser seleccionada com a candidata noruega a la millor pel·lícula de parla no anglesa als 91ns Premis Oscar, però no va ser nominada.

## Repartiment
- Maria Mozhdah - Nisha
- Adil Hussain - Mirza, pare de la Nisha
- Ekavali Khanna - Najma, mare de la Nisha
- Rohit Suresh Saraf - Amir, cosí de la Nisha
- Ali Arfan - Asif, germà gran de la Nisha
- Sheeba Chaddha - tia paterna de la Nisha
- Jannat Zubair Rahmani - Salima, cosina de la Nisha
- Lalit Parimoo - oncle de la Nisha
- Farukh Jaffer - àvia de la Nisha, mare de la Mirza